# Козуев, Алишер Абибиллаевич
Алишер Абибиллаевич Козуев (род. 10 сентября 1984, село Мамажан, Ошская область) — депутат Жогорку Кенеша Кыргызской Республики VII созыва от политической партии «Ата-Журт Кыргызстан» (с 2021 года). Член Комитета по топливно-энергетическому комплексу, недропользованию и промышленной политике (с января 2022 года).

## Биография

### Детство
Родился 10 сентября 1984 года в селе Мамажан Кара-Сууского района Ошской области Киргизской ССР. По национальности кыргыз.

### Образование
В 2001 году завершил обучение в средней школе им. Т.Бердибекова № 41 в селе Мамажан. В 2001 году поступил в Ошский государственный университет на факультет иностранных языков, по специальности «Иностранный язык и литература». В 2006 году успешно окончил обучение и в 2011 году получил степень бакалавра в области экономики по направлению «Экономика и управление на предприятии». С 2020 года обучался по программе магистратуры в Академии государственного Управления при Президенте Кыргызской Республики.

### Трудовая деятельность
Свою трудовую деятельность начал главным инженером в Крестьянском хозяйстве «Самидин». С 2011 по 2017 годы работал экономистом. Основной задачей было оптимизировать общую хозяйственную и производственную деятельность предприятия. С 2011 по 2017 годы вёл предпринимательскую деятельность в области розничной и оптовой продажи горюче-смазочных материалов.
С 2017 по 2021 годы трудился в должности исполнительного директора, директора, генерального директора ОсОО «РОССИЯ Нефть».
С 2019 года является президентом Федерации спортивной борьбы Грэпплинга по Ошской области.
В ноябре 2021 года избран депутатом VII созыва Жогорку Кенеша Кыргызской Республики от политической партии «Ата-Журт Кыргызстан». С января 2022 года является членом Комитета по топливно-энергетическому комплексу, недропользованию и промышленной политике.

### Семья
Женат, отец двух сыновей и трёх дочерей.

### Награды
- Почётная грамота Жогорку Кенеша (2023 год)[6].